# Stopnie kardynalskie
Stopnie kardynalskie – w Kościele katolickim hierarchiczny podział tytułów i pierwszeństwa wśród kardynałów. Wyróżnia się trzy stopnie kardynalskie (łac. ordines):
- kardynał biskup[1]
- kardynał prezbiter[1]
- kardynał diakon[1]

Są to stopnie honorowe. Ranga kardynałów określa kolejność wchodzenia do sali. Ewentualnie poszczególnym kardynałom przypadają specjalne zadania (patrz niżej).

## Kardynałowie biskupi

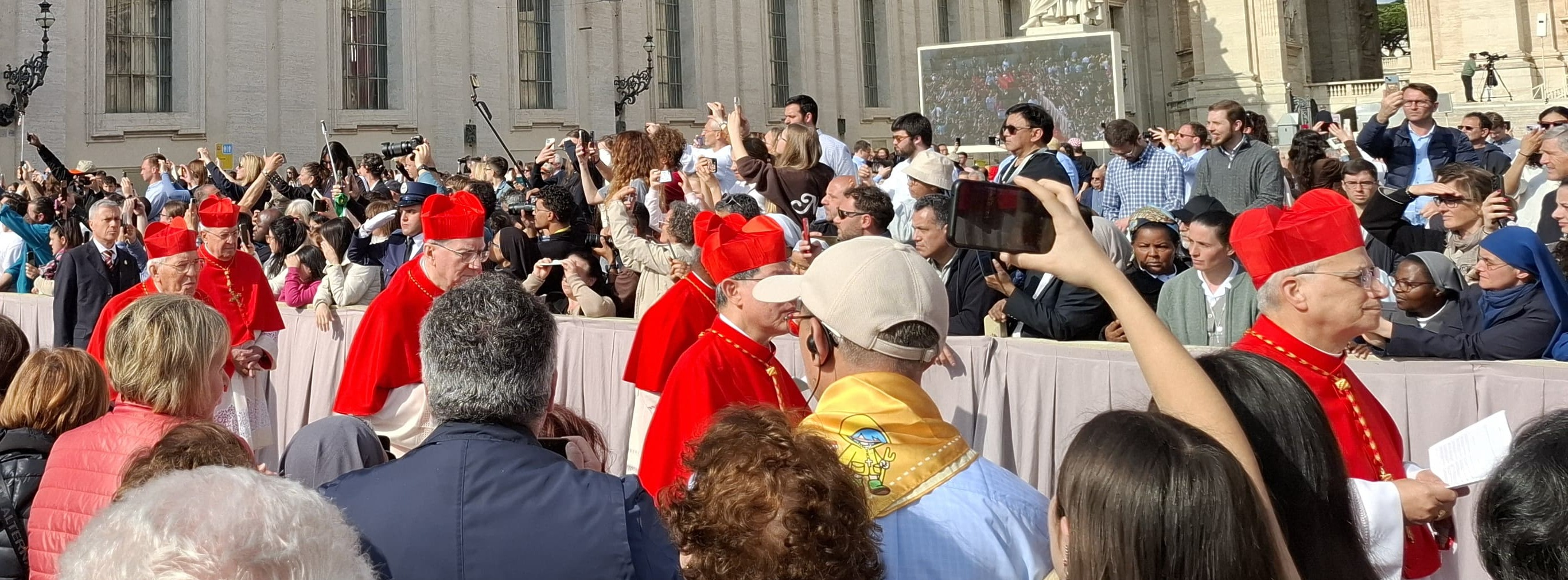
Kardynałowie biskupi w trakcie pogrzebu papieża Franciszka w 2025. Od prawej: Robert Prevost (późniejszy papież Leon XIV), Luis Antonio Tagle, Francis Arinze, Giovanni Battista Re, Leonardo Sandri.

W kolejności starszeństwa są: kardynał dziekan, kardynał subdziekan, kardynałowie biskupi rytu łacińskiego, kardynałowie biskupi będący patriarchami kościołów wschodnich (czyli z własnym tytułem). O honorowej randze wewnątrz tych grup decyduje staż jako kardynała-biskupa, przy czym dziekan i subdziekan są wybierani przez kardynałów-biskupów ze swego grona, niezależnie od długości stażu. Do grona kardynałów biskupów należą zwyczajowo, oprócz patriarchów, najwyżsi urzędnicy kurii watykańskiej, a więc Sekretarz stanu Stolicy Apostolskiej i prefekci głównych kongregacji zwanych obecnie dykasteriami.
Bycie kardynałem biskupem jest związane z otrzymaniem:
- Tytularnego biskupstwa podmiejskich diecezji, tj. koło Rzymu – takich biskupstw jest siedem. Kardynałów-biskupów z tytularnym biskupstwem jest sześciu. Siódme – biskupstwo Ostii – otrzymuje dodatkowo dziekan kolegium kardynalskiego. Od 2018 do grona kardynałów biskupów dokooptowano (na zasadzie przywileju ad personam) pięciu kardynałów z Kurii Rzymskiej, którym nie nadano jednak żadnej diecezji podmiejskiej i którzy zachowali swoje dotychczasowe kościoły tytularne
- Kardynałowie-biskupi będący patriarchami kościołów wschodnich (jest ich obecnie trzech) nie mają własnego tytularnego biskupstwa spośród podmiejskich diecezji rzymskich, ale pozostają z własnym tytułem.

Przewodniczący kolegium kardynalskiego jest nazywany dziekanem kolegium kardynalskiego. Godność ta jest związana z tytularnym biskupstwem Ostii i uprawnia do wyświęcenia biskupa Rzymu, w razie gdyby elekt nie posiadał sakry.
Zastępca kardynała-dziekana to subdziekan.

## Kardynałowie prezbiterzy

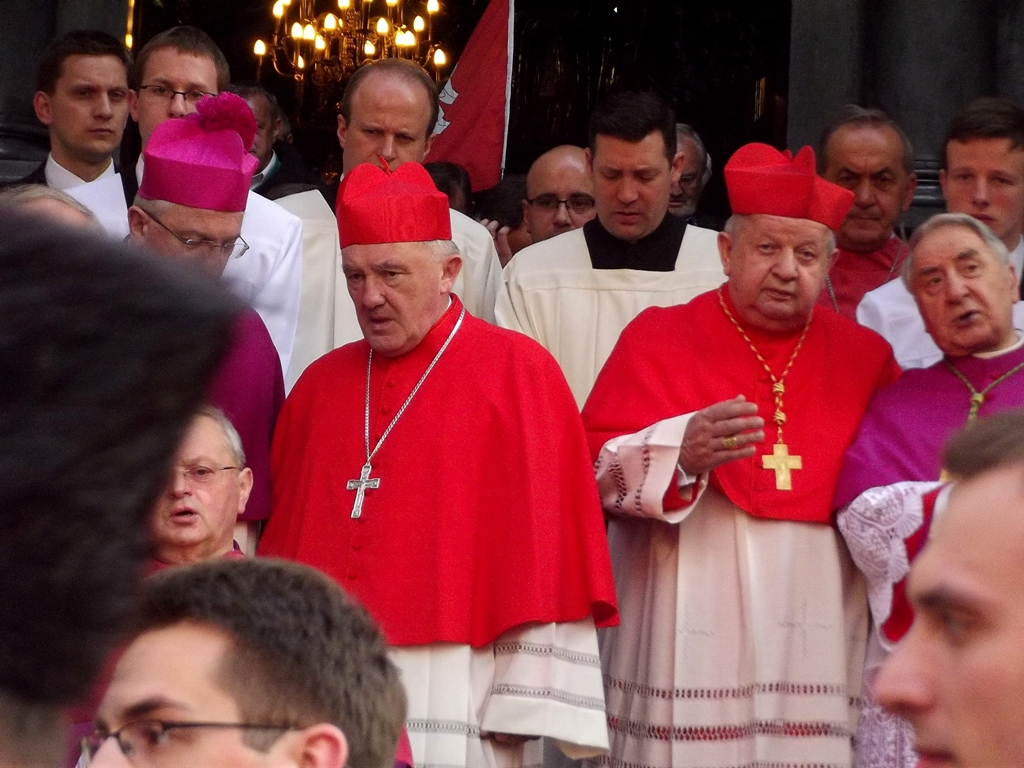
Kardynałowie prezbiterzy – Kazimierz Nycz (po lewej) oraz Stanisław Dziwisz (po prawej)

Kardynałowie prezbiterzy to najliczniejsza grupa w Kolegium kardynałów, obejmującą prawie wyłącznie arcybiskupów i biskupów diecezjalnych. Przewodniczącym tej grupy jest najstarszy stażem kardynał i jest nazywany protoprezbiterem.
Godność kardynała prezbitera jest związana z tytularną parafią rzymską.
O honorowej randze kardynała prezbitera decyduje staż liczony od nominacji kardynalskiej, nawet jeśli kardynał prezbiter był początkowo kardynałem diakonem.

## Kardynałowie diakoni
Przewodniczącym tej grupy jest najstarszy stażem kardynał i jest nazywany protodiakonem.
Po wyborze papieża to on ogłasza Habemus papam. Tytuł kardynała diakona otrzymują przede wszystkim wyżsi urzędnicy Kurii Watykańskiej i wybitni teolodzy, którzy nie kierowali diecezjami. Z Polski byli to Bolesław Filipiak i Stanisław Nagy, a obecnie Konrad Krajewski. Tytuł ten otrzymują czasami emerytowani biskupi diecezjalni jako szczególną formę uhonorowania i uznania zasług, nie nabywając przy tym prawa udziału w konklawe.
Godność kardynała diakona jest związana z tytularną starą diakonią rzymską.
Po określonym stażu (10 lat) jako kardynał diakon ma prawo zwrócić się do papieża z prośbą o przeniesienie do grupy prezbiterów. Zazwyczaj zachowują wtedy kościół tytularny, czyli właściwie diakonię, która pro hac vice staje się kościołem tytularnym kardynała prezbitera.
Podobnie jak wśród kardynałów biskupów i kardynałów prezbiterów o randze kardynała diakona decyduje jego staż.

## Informacje dodatkowe
- Kardynał in pectore nie ma żadnych praw ani obowiązków do momentu ogłoszenia nominacji. Przede wszystkim nie może uczestniczyć w konklawe. Staż liczy mu się jednak, mimo że jego nazwisko nie zostało wymienione.
- Z tytularnym kościołem kardynała łączy się prawo do pochówku w kościele tytularnym.